# Леонбергер

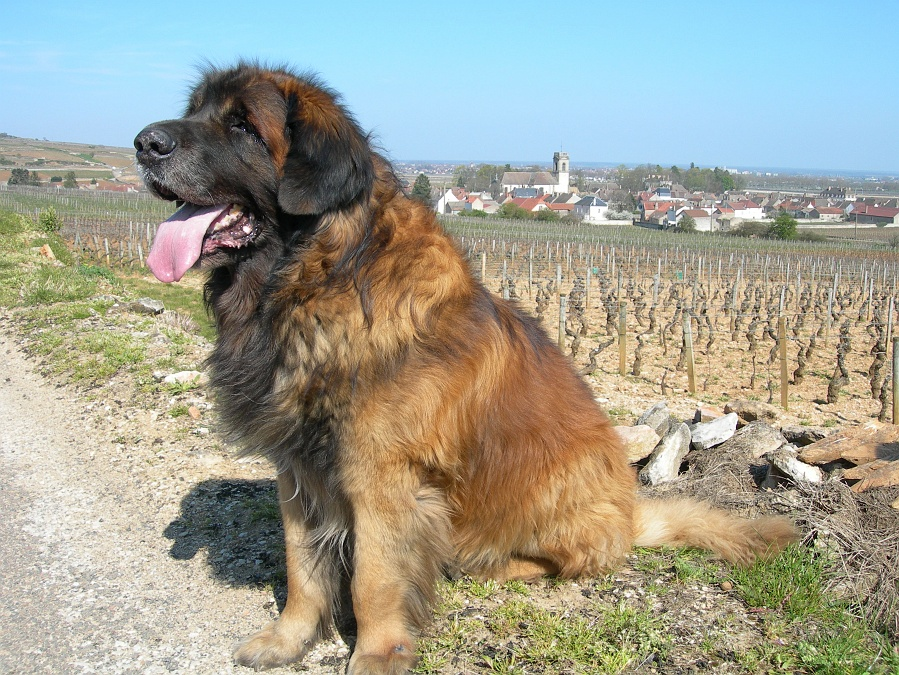
Леонбергер

Леонбе́ргер (нім. Leonberger) — велика порода собак. За офіційною версією ця порода була виведена в 1846 році Генріхом Есингом, який захотів створити величезного пса, схожого на лева, зображеного на гербі міста Леонберг. Для цього було схрещено сенбернара та ландсира. В результаті виведені собаки стали дуже популярні. Отто фон Бісмарк, Принц Уельський, Наполеон були власниками цих чудових псів. Проте, відомий кінолог помер, не залишивши після себе стандарту, що надалі призвело до зникнення породи. Вона нестримно втрачала зароблений авторитет, оскільки будь-якого собаку величезних розмірів видавали за Леонбергера. Але не дивлячись ні на що в 1895 році завдяки створеному клубу леонбергерів був затверджений перший стандарт породи. За часів світових війн порода знову виявилася на межі зникнення. І лише в післявоєнний час її знову вдалося відновити. Сьогодні ці чудові собаки популярні в усій Європі, в країнах СНД вони досить рідкісні, але попри це і тут вже існують Клуби любителів цих чудових собак.

## Характеристика породи
Леонбергер — ще один собака неймовірних розмірів, що відрізняється доброю вдачею і м'якістю характеру. Ці незвичайні собаки своїм зовнішнім виглядом створять затишну атмосферу у вашій родині, адже більше вони нагадують ведмедиків, ніж собак. У них чудова пишна густа шерсть, і це не просто так. Адже за офіційною версією походження цієї породи, вивели її в місті Леонберг, на гербі якого зображений лев. Саме ці собаки повинні були стати символом міста, що нагадують лева і поза сумнівом стали ним.

## Зовнішній вигляд
Фізично міцні з розвиненою мускулатурою собаки, пропорційної статури. Голова велика, морда подовжена. Очі середні, коричневих відтінків. Вуха висячі, середнього розміру, прилеглі до голови. Корпус міцний, широкий і мускулистий. Хвіст в стані спокою опущений до низу, в русі — трохи підведений догори, пухнастий. Ноги прямі й стрункі. Шерсть довга, що трохи хвиляста, така, що утворює "комір". Забарвлення різноманітне : пісочного, рудого, темно-рудого кольорів, з також присутнім чорним. Крім того, може бути білий колір шерсті в районі пальців, і вузька смужка білого кольору на грудях.

## Утримання та догляд
Краще за все леонбергерів тримати в заміських умовах. Мало того, що вони неймовірно величезні, вони ще й дуже активні. Цуценятам необхідно багато бігати, щоб правильно розвивався кістяк. Та і дорослим собакам треба приділяти належну увагу, забезпечувати їх значними фізичними навантаженнями й тривалими прогулянками. Крім того, леонбергери відносяться до собак, які сильно линяють. Необхідно щодня доглядати за їх шерстю, вичісувати її, використовувати гребінець. Інакше вона може збиватися, або бути притулком для паразитів. Також стежте за очима тварини, регулярно протирайте їх настоєм ромашки або міцним чорним чаєм.
Висота загривка: 61-80 см.
Вага: 45-77 кг.